# Kanton Valbonnais
Der Kanton Valbonnais war bis 2015 ein französischer Wahlkreis im Arrondissement Grenoble, im Département Isère und in der Region Rhône-Alpes. Er umfasste zehn Gemeinden, Hauptort war Valbonnais. Vertreter im conseil général des Départements war zuletzt von 2004 bis 2015 Alain Mistral (PS).

## Gemeinden
| Gemeinde        | Einwohner Jahr | Fläche km² | Bevölkerungsdichte | Code INSEE | Postleitzahl |
| --------------- | -------------- | ---------- | ------------------ | ---------- | ------------ |
| Chantelouve     | 80 (2013)      | –          | – Einw./km²        | 38073      | 38740        |
| Entraigues      | 237 (2013)     | –          | – Einw./km²        | 38154      | 38740        |
| Lavaldens       | 168 (2013)     | –          | – Einw./km²        | 38207      | 38350        |
| La Morte        | 142 (2013)     | –          | – Einw./km²        | 38264      | 38350        |
| Oris-en-Rattier | 114 (2013)     | –          | – Einw./km²        | 38283      | 38350        |
| Le Périer       | 142 (2013)     | –          | – Einw./km²        | 38302      | 38740        |
| Siévoz          | 127 (2013)     | –          | – Einw./km²        | 38489      | 38350        |
| Valbonnais      | 507 (2013)     | –          | – Einw./km²        | 38518      | 38740        |
| La Valette      | 72 (2013)      | –          | – Einw./km²        | 38521      | 38350        |
| Valjouffrey     | 158 (2013)     | –          | – Einw./km²        | 38522      | 38740        |